# Jean Rabasse
Jean Rabasse (Tlemcen, 1961) è uno scenografo francese.

## Riconoscimenti
- Oscar alla migliore scenografia
  - 2001: candidato (con Françoise Benoît-Fresco) - Vatel

- Premio César per la migliore scenografia
  - 1996: vincitore - La città perduta
  - 2000: candidato - Asterix & Obelix contro Cesare
  - 2001: vincitore - Vatel
  - 2009: candidato - Paris 36

## Filmografia
- Je m'appelle Victor, regia di Guy Jacques (1993)
- La città perduta (La cité des enfants perdus), regia di Jean-Pierre Jeunet e Marc Caro (1995)
- Asterix & Obelix contro Cesare (Astérix et Obélix contre César), regia di Claude Zidi (1999)
- Vatel, regia di Roland Joffé (2000)
- Vidocq - La maschera senza volto (Vidocq), regia di Pitof (2001)
- The Dreamers - I sognatori, regia di Bernardo Bertolucci (2003)
- The Statement - La sentenza (The Statement), regia di Norman Jewison (2003)
- Paris 36 (Faubourg 36), regia di Christophe Barratier (2008)
- La vita negli oceani (Océans), regia di Jacques Perrin e Jacques Cluzaud (2009)
- Io e te, regia di Bernardo Bertolucci (2012)
- 20 anni di meno (20 ans d'écart), regia di David Moreau (2013)
- Venere in pelliccia (La Vénus à la fourrure), regia di Roman Polanski (2013)
- Due amici (Les deux amis), regia di Louis Garrel (2015)
- Jackie, regia di Pablo Larraín (2016)
- Quello che non so di lei (D'après une histoire vraie), regia di Roman Polański (2017)
- Climax, regia di Gaspar Noé (2018)
- L'uomo fedele (L'Homme fidèle), regia di Louis Garrel (2018)
- L'ufficiale e la spia (J'accuse), regia di Roman Polański (2019)
- Oxygène, regia di Alexandre Aja (2021)
- Vortex, regia di Gaspar Noé (2021)
- Notre-Dame in fiamme (Notre-Dame brûle), regia di Jean-Jacques Annaud (2022)
- L'innocente (L'Innocent), regia di Louis Garrel (2022)
- Mon Crime - La colpevole sono io (Mon Crime), regia di François Ozon (2023)